# Serixia aurescens
Serixia aurescens är en skalbaggsart som beskrevs av Stefan von Breuning 1965. Serixia aurescens ingår i släktet Serixia och familjen långhorningar.
Artens utbredningsområde är Laos. Inga underarter finns listade i Catalogue of Life.